# サーモンキャノン
サーモンキャノン (英語: salmon cannon) は、サケの産卵時の川上りを補助する道具。ダムによって鮭の川上りが妨げられている地域での利用が前提とされている。

## 概要
2014年にアメリカワシントン州に本社を置くWhooshh社によって開発された。長いチューブの中を魚に負荷がかからない環境に維持し、チューブの中に魚を通すことで目的の場所まで魚を移動させることができる装置である。開発当初は人間が魚をパイプ内に手作業で送り込む必要があったが、2019年時点では製品が改良され魚が自らパイプに泳ぎ入れることで動作するようになっている。パイプ内にはエアロックの様なものが存在しており、外との圧力さにより魚は移動する。また移動時に魚に傷がつかないよう、霧吹きによる潅水が行われており、呼吸を行いながら摩擦もなく移動ができる。移送中の魚への影響が心配されるという意見もあるが、このシステムはパイプ内に魚の生育環境と同等の環境が整備されているため魚はパイプの中にいることにすら気づかないとされており、パイプから出てきた魚はそのまま水中を泳ぐことができる。
2019年にアメリカのパシフィックノースウェスト国立研究所の研究員が発表した論文によれば、従来の魚道などと比較して安全に輸送することができるとされている。
2019年8月時点のインタビューによれば、サーモンキャノンはサケをおよそ時速35キロメートルで移動させることができ、24時間で50000匹程度のサケを輸送できる。